# Un crabe dans la tête
Un crabe dans la tête é um filme de drama canadense de 2001 dirigido e escrito por André Turpin. Foi selecionado como representante do Canadá à edição do Oscar 2003, organizada pela Academia de Artes e Ciências Cinematográficas.

## Elenco
- David La Haye: Alex
- Isabelle Blais: Marie
- Emmanuel Bilodeau: Samuel
- Chantal Giroux: Sara
- Pascale Desrochers: Audrey
- Vincent Bilodeau
- Charles Turpin: Armando
- Thai-Hoa Le: Jules
- Sophie Prégent: Simone